# Ahmed Šćeta
Ahmed Šćeta (ev. Ahmet Šteta) (? Rogatica, Osmanská říše – ?) byl bosenskohercegovský pedagog bosňáckého původu.

## Životopis
Jeho otcem byl háfiz Ahmed Hilmi-efendija Šćeta.
V Sarajevu absolvoval Šarí‘atskou soudní školu (1894) a učitelskou školu (1897). Nato se hned stal pomocným učitel v základní škole ve Vlasenici (od 1897), Zvorniku (od 1899). Později od roku 1900 vyučoval v sarajevském Daru-l-mualliminu, muslimské učitelské přípravce, druhé základní chlapecké národní škole, načež byl přeřazen do základní školy v Zenici (od 1905) a později do Derventy, kde byl i ředitelem. Roku 1907 byl jmenován ředitelem Daru-l-mualliminu a současně učitelem ve druhé základní chlapecké národní škole. Roku 1909 byl Zemskou vládou odvolán a dán k dispozici správě Banjaluckého okruhu, kde zastával místo školního inspektora. Krátce po vzniku Království Srbů, Chorvatů a Slovinců byl penzionován. Od poloviny 20. let byl pedagogem světských předmětů v Elči Ibrahim-pašově medrese v Travniku.
Byl členem muslimského podpůrného spolku Gajret (Úsilí) a sportovního klubu el-Kamer (Měsíc).